# (400405) 2008 BU17
(400405) 2008 BU17 es un asteroide perteneciente al cinturón de asteroides, región del sistema solar que se encuentra entre las órbitas de Marte y Júpiter, descubierto el 30 de enero de 2008 por el equipo del Catalina Sky Survey desde el Catalina Sky Survey, Arizona, Estados Unidos.

## Designación y nombre
Designado provisionalmente como 2008 BU17. 

## Características orbitales
2008 BU17 está situado a una distancia media del Sol de 2,791 ua, pudiendo alejarse hasta 3,030 ua y acercarse hasta 2,552 ua. Su excentricidad es 0,085 y la inclinación orbital 13,47 grados. Emplea 1703,70 días en completar una órbita alrededor del Sol.

## Características físicas
La magnitud absoluta de 2008 BU17 es 16,4. 